# キッティスヴァーラ (小惑星)
キッティスヴァーラ (2679 Kittisvaara) は小惑星帯にある小惑星。ユルィヨ・バイサラがトゥルクで発見した。
ピエール・ルイ・モーペルテュイが率いるフランス科学アカデミーによる測地遠征隊が子午線弧長を測量した場所のひとつでもある、ラップランドのキッティスヴァーラ丘原に因んで名付けられた。